# Wilson Global Explorer
Il Wilson Global Explorer fu un aereo anfibio monoplano da trasporto passeggeri sviluppato dall'azienda aeronautica statunitense Ball Aviation nella seconda metà degli anni ottanta del XX secolo e rimasto allo stadio di prototipo.

## Storia del progetto
Negli anni ottanta del XX secolo l'esploratore e giornalista televisivo francese Hubert de Chavigny chiese all'ingegnere statunitense Dean Wilson di progettare e costruire un aereo anfibio da utilizzare nella sua attività. Esso doveva essere in grado di ospitare al suo interno cinque persone, dotato di uno scafo particolarmente ampio, carrello triciclo retrattile con pattini da neve per operare da ogni tipo di superficie pianeggiante. I suoi propulsori dovevano essere omologati per l'impiego di benzina per autotrazione al fine di facilitare il rifornimento in qualsiasi località, anche in quelle non attrezzate. La costruzione del prototipo iniziò nell'ottobre 1988 con l'assistenza, anche di tipo finanziario, della azienda statunitense Ball Aviation, con sede nell'Idaho, e il Global Explorer andò in volo per la prima volta nell'aprile 1991.

## Tecnica

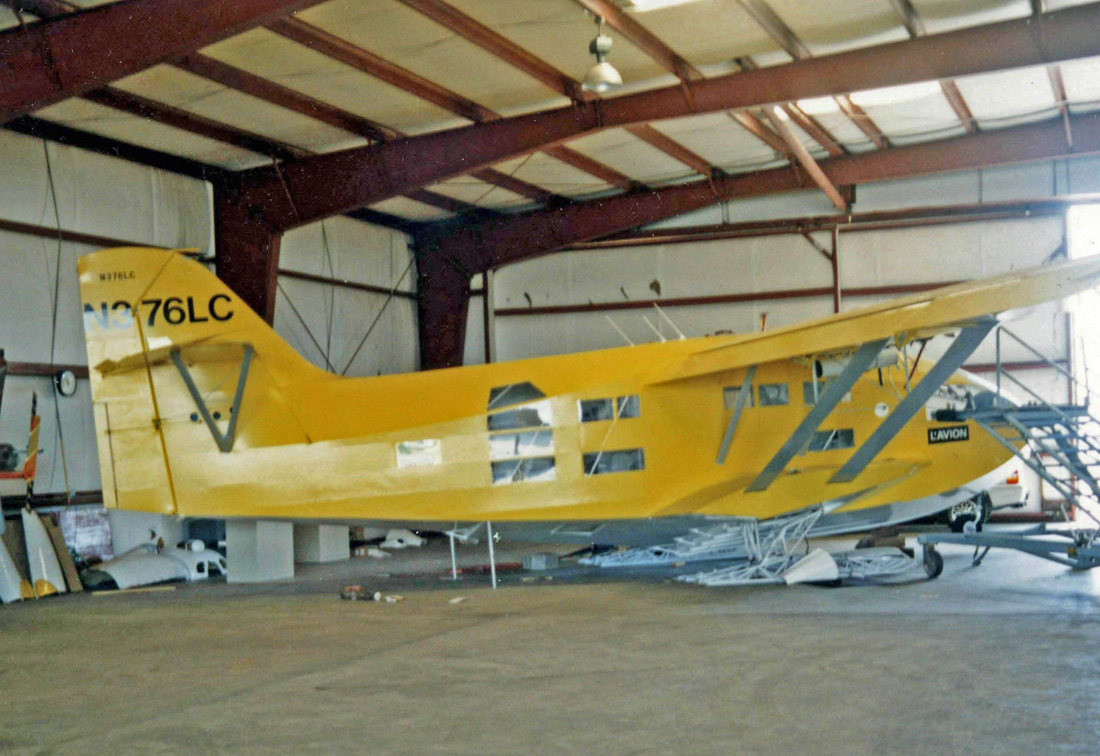
Il secondo prototipo "Explorer 2" in manutenzione in un hangar di Santa Fe, Nuovo Messico, ritratto in una foto del 1995.

La fusoliera era realizzata in tralicci d'acciaio, con lo scafo rivestito in materiali compositi e la tolda (o dorso dello scafo) da dacron. La tolda (o dorso dello scafo) era rivestita da due strati di tessuto sintetico dacron, mentre lo scafo era composto da fibra di vetro e resine epossidiche, con inserti in legno compensato impregnato anch'esso da resine epossidiche nella parte inferiore. Al fine di aumentare la galleggiabilità, l'intercapedine posta sotto il piano del pavimento dello scafo, era riempita da schiuma di poliuretano, mentre le superfici trasparenti erano realizzate in metacrilato di metile.
Gli impennaggi di coda avevano anch'essi struttura in acciaio. L'apertura del piano orizzontale era di 6,10 m. L'ala era posta in posizione alta, costruita interamente in legno con parti in pino dell'Oregon, spruce e compensato finlandese. Tutte le sue parti erano trattate con resine epossidiche. Inoltre particolarmente curato era il rivestimento in compensato delle ali, che si componeva di una serie di verniciature ognuna con sei mani di vernice, in cui erano utilizzati prodotti alla fibra di vetro, polvere d'alluminio, e al butirrato con pigmento bianco.
La fusoliera-scafo era eccezionalmente spaziosa, con il fondo dotato di un portello trasparente a tenuta stagna da cui si poteva effettuare l'osservazione subacquea, la pesca, riprese aeree e calare o lanciare oggetti. La coda era apribile al fine di permettere l'imbarco di carichi molto voluminosi, come slitte con cani, un veicolo fuoristrada leggero o un elicottero leggero Robinson R22 Mariner. Il carico utile era pari a 1.132 kg.
I propulsori erano due motori Lycoming O-540 a 6 cilindri contrapposti, raffreddati ad aria, eroganti la potenza di 235 hp a 0 m, azionanti eliche bipala Hartzell a passo fisso del diametro di 2,29 m. Il carrello anteriore si ritraeva in avanti nello scafo e fungeva da paraurti per le operazioni in acqua.

## Impiego operativo
Il primo esemplare, designato Explorer 1 (N 3760T), completamente dipinto di bianco venne utilizzato da Hubert de Chevigny e Nicolas Hulot. Dopo un decollo con i deflettori, l'aereo ha colpito degli alberi ed è precipitato al suolo nelle vicinanze di Parigi andando completamente distrutto.
Il secondo esemplare, Explorer 2 (N376LC), dipinto di giallo, fu utilizzato da Canal+, con il nome "L'Avion", per lo spettacolo francese "Dans la nature" condotto da Stéphane Peyron nell'esplorazione e nelle riprese televisive di una ampia varietà di località comprese la Grande barriera corallina australiana, la Terra del Fuoco argentina e la Bolivia. Il velivolo poteva essere prontamente smontato e spedito via mare ai luoghi richiesti e trasportava e ospitava al suo interno sette persone durante la notte. Nel 1998 questo esemplare volò dall'Australia alla Francia e fu poi messo a terra a causa degli elevati costi di manutenzione del velivolo. Incidentatosi sull'aeroporto di Blois-Le Breuil nel 2001 è ora è conservato il "Musée de l'Hydraviation" di Biscarrosse.

## Versioni
- Explorer 1: primo prototipo.
- Explorer 2: secondo prototipo con caratteristiche diverse dal precedente. L'equipaggio era composto dal pilota, mentre a bordo potevano essere trasportati 6 passeggeri. La lunghezza era di 12,14 m (39 ft 10 in), l'apertura alare di 20,42 m (67 ft), l'altezza 6,71 m (22 ft 0 in), il peso a vuoto di 2 266 kg (4 995 lb) e quello massimo al decollo di 3 629 kg (8 000 lb).[5] La propulsione era assicurata da 2 Lycoming O-540 da 300 CV (220 kW) ciascuno, che assicuravano una velocità massima di 190 km/h (120 mph, 100 kn), una di crociera di 180 km/h (110 mph, 96 kn) e una di stallo di 97 km/h (60 mph, 52 kn).[5]

### Fonti
1. 1 2 3 4 5 6  Micheli 1991, p. 28.
2. ↑  Airwar.
3. 1 2 3 4 5 6  Micheli 1991, p. 26.
4. 1 2 3 4 5  Micheli 1991, p. 29.
5. 1 2 3 4  Coastcomp.
6. 1 2  Web Archive.